# Santa Maria d'Oló
Santa Maria d'Oló è un comune spagnolo di 1 086 abitanti situato nella comunità autonoma della Catalogna.